# 左叶事件
左叶事件，是1957年4月17日苏联最高苏维埃主席团主席伏罗希洛夫在北京参观中国全国农业展览会時，因推擠而使得記者與時任农业部部长助理的左叶發生口角衝突事件。
其後一段時間新聞界大力聲援該記者。整风反右运动开始之后，中华全国新闻工作者协会集体检讨了新闻界在报道該事件上“失实”的错误；《人民日报》也刊发新闻搞将相關报道视作右派分子从新闻战线上放出的一支毒箭。此后，凡报道过这件事的报纸都遭受检查，不少发表过批评左叶意见的人被打成右派。粉碎“四人帮”以后，因“左叶事件”被打成右派的新闻工作者，都获得了改正。

## 事件起因
1957年4月17日，苏联最高苏维埃主席团主席伏罗希洛夫在全国人大常委会委员长刘少奇等人的陪同下参观农业展览馆。时任农业部部长助理的左叶担任向导，并负责维持秩序。现场观众达数千人，场面拥挤。现场的记者、摄影师为抓取好镜头，争相抢占有利位置靠近贵宾。中国新闻记录电影制片厂的摄影师韩德福在此时拉了左叶一把，双方发生了争执。争执过程中，左叶向记者大吼：“再挤滚出去！”、“是你重要还是我重要？”在场记者对左叶的态度气愤不平。

## 事件发展

### 《中国青年报》打破沉默
事件发生之后，《中国青年报》于5月7日率先打破沉默，在“辣椒”专刊第四十八期上发表洪克撰寫的《部长助理与摄影师》一文，原文如下：
在刘少奇同志陪同伏老参观全国农业展览会的时候，跟着采访的中外电影摄影师和摄影记者都随时准备着拍摄一些精彩的镜头，并且都想从伏老的前面去拍。当时，随同采访的记者很多，还有一些参观人员，秩序比较混乱。一位矮胖的同志总是站到刘少奇同志和伏老的前面，紧紧挡着摄影机的镜头。又是一个好镜头来了，那位同志仍然挡在伏老的前面，中央新闻纪录电影制片厂的韩德福实在没办法了，便走过去轻轻地拉了一下那位同志说：“同志，请你让开点！”那位同志扭过头来，理直气壮地说：“怎么！你重要还是我重要？再挤就叫你们滚出去！”他那眼睛睁得大大的，十分吓人，韩德福一时摸不清是怎么回事，只得走开了。
显然，那位同志是在骂人了，他骂了我们所有在场的记者，因为他的口气是“你们”。接着，粗暴态度成为命令传达下来：外交部新闻司的一位同志来了，他朝我和《北京日报》的一位摄影记者说：“你们别挤了，再挤就叫你们滚出去！”盛气凌人，实在难忍，我对他说：“同志，你说什么都好，可是骂人不好啊！”“这不是我骂的！”他说，“是我传达别人的！”他不肯告诉我们他是传达了谁的骂人命令。
后来，我打听清楚了，原来那位骂人的同志就是那位挡着摄影师镜头的人，他是中央某部的部长助理。部长助理和我们生活在同一个社会主义大家庭，为什么不懂得在这里尽管人们的级别不同，职位不同，而人和人的关系却是平等的呢？为什么不懂得出口不逊，随便骂人，任意侮辱人是很不道德的呢？这位部长助理大概没想到：摄影记者们身后正有千百万个读者，渴望着看到伏老在我国的各项活动的最精彩的照片和电影。如果摄影师们都“滚出去”，那么部长助理再“重要”也是无法满足读者要求的。应当说，近来记者们在采访活动中受到的无理的限制、阻碍是不少的，这几乎已经成为北京新闻界的一种苦恼了。这位助理的行为，只是其中突出的一例而已。

### 新闻界的大讨论
5月8日，《文汇报》同时刊登《新闻记者的苦闷》和《尊重新闻记者》两篇文章报道“左叶事件”。5月10日，《人民日报》副刊发表了袁水柏的讽刺诗《官僚架子滚开》、方成的讽刺漫画和梁汝怀的小品文《要学会尊重人》。首都不少报纸以及其他省市报纸都相继刊载有关“左叶事件”的新闻、评论等。
5月11日，在《北京日报》主办下，首都11家报社、通讯社、电台和新影厂的记者和摄影记者40多人举行了座谈会。座谈会上，新闻工作者提出“左叶事件”只是记者得不到足够尊重的一个例子，要求记者有更多采访的便利，得到正当权利的保护。至5月下旬，“左叶事件”的风波渐渐平息了下来。

### 其他声音
在新闻界对“左叶事件”展开大讨论的过程中，也出现了其他声音。5月21日，《中国青年报》在报纸第四版刊登了一位名叫张直刚的“现场目击者”的意见，原文摘录如下：
我认为部长助理的骂人是不对的，但也还必须向读者们介绍另一方面的事实。某些摄影记者和摄影师为了摄取精彩的镜头，不惜把展览会上珍贵的统计图表挤掉，把陈列品搞乱，争相拍摄，造成拥挤和紊乱的局面。个别同志甚至还站到展览品上面去拍摄。外宾看了很不满意。
其中还有一位记者同志竟以蛙式游泳的姿势，从少奇同志和另一位负责同志的隙缝中挤进去，再用两臂左右开弓，用力地把他们挤到后边。“而洪克的文章只是孤立地批评部长助理的缺点，没有客观全面地分析当时的情况，这只会在读者中形成片面的印象。”张直刚说。必须指出，保卫宾主、挡住镜头的往往不是别人，而是记者们自己，作为我们国家和政府的主要陪同人和农业展览会的主要介绍人之一，“那位同志”进行着紧张的组织工作。以他的责任而论，他“站到刘少奇同志和伏老的前面”未必有不当之处，何况在两小时左右的参观中，他大部分时间都不是站在前面，而是站在农业部副部长刘瑞龙的后面。 

陈述了这些缘由以后，张直刚针对摄影记者的业务能力，质问道： 难道我们摄影记者竟不能在这样长的时间找到一个适当的镜头？难道我们摄影记者同志只有把那位部长助理拉开才能获得好镜头？这未免有些使人费解，并太不符合事实了。

## 事件转变

### “整风反右运动”
为了巩固和发展中国的社会主义制度，毛泽东同志认为必须用 “大鸣大放”的方法把人们心中的不满引发出来，然后加以肃清。1957年6月8日，中共中央发出毛泽东亲自起草的《关于组织力量准备反击右派分子进攻的指示》，标志整风运动正式开始。在这个运动中，新闻界经受了严峻的考验。

### 座谈会定性
为配合整风运动的开展，中华全国新闻工作者协会于7月13日召集座谈会。此次会议由新闻工作者协会会长邓拓主持。会上，农业部的官员为左叶作证他当时没有说过“再挤就叫你们滚出去” 这样的话。《中国青年报》、《工人日报》、《北京日报》的记者相继做出检讨。邓拓在总结发言中为“左叶事件”定性称“这件事是被新闻界右派分子加以夸大渲染，借以发动反对人民、反对社会主义、反对共产党领导的政治进攻的一个导火线，影响很坏”。

### 《人民日报》定调
8月14日，《人民日报》发表文章《新闻工作者协会调查证明：“左叶事件”报道失实》，并配发社论《对新闻工作者的一个教训》。文章称“5月间北京上海的报纸喧嚷一时的左叶事件，没有查明事实，即轻率地、错误地发了一些关于这件事情的消息和文章”，并将“左叶事件”定调为“右派分子向我们的党和国家猖狂进攻的时候，巧妙地利用这个事件，从新闻战线上放出一支毒箭”。

### 事件后续
此后，各省市的新闻界都把“左叶事件”称为“右派分子的凭空捏造”、“右派分子向我们党和国家的猖狂进攻”。报道过“左叶事件”的报纸都作了检查，81家报刊的负贵人由于卷入“左叶事件”而被撤职，不少人还被打成右派分子，其中包括发表讽刺诗《官僚架子滚开》的《人民日报》文艺部主任袁水拍和在中国青年报上发表《部长助理与摄影师》的摄影记者洪克。

## 最终结果
粉碎“四人帮”以后，左叶增补为全国政协委员。因“左叶事件”被打成右派的记者都获得了改正。

## 评价
“左叶事件” 中新闻界的报道有不实的地方，评论中也有些过火的话。 但新闻界的做法反映了当时新闻工作者对社会地位尤其是在新社会的政治地位的关心。